# Tord Lager

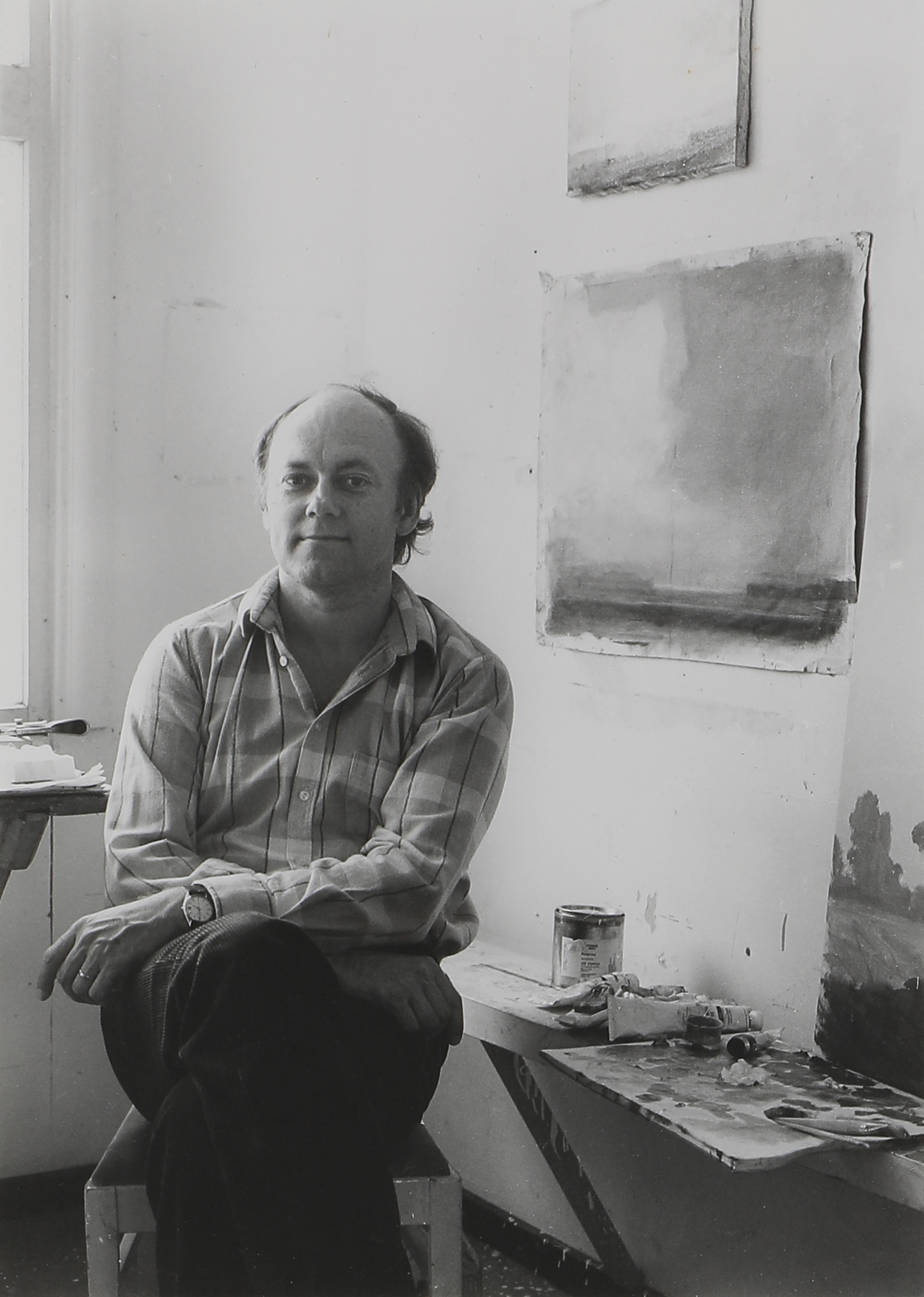
Tord Lager i ateljén 1985

Tord Lager, född 1942 i Göteborg, död 2015, var en svensk målare, tecknare och grafiker. Lager utbildade sig vid Slöjdföreningens skola, Göteborg 1960–1962 och Valands konstskola, Göteborg 1966–1971.
Lagers tidiga konst hörde till realismen, men under 1980-talets början övergick han allt mer till mer koloristiska motiv av landskap och från Göteborg. Mot slutet av 1980-talet kom Lagers verk allt mer att präglas av influenser från klassicism.